# فنسنت كارثلايز
فنسنت كارثلايز (بالإنجليزية: Vincent Kartheiser) هو ممثل أمريكي، ولد في 5 مايو 1979 بمنيابولس في الولايات المتحدة. من الجوائز التي نالها جائزة نقابة ممثلي الشاشة لأفضل أداء جماعي في مسلسل درامي عن عمل رجال غاضبون سنة 2009.

## أعمال

### أفلام
- (2006) الكلب ألفا[5]
- (2011) في الوقت المحدد[6][7]
- (2017) صديقي دامر

### مسلسلات
- آنجل
- العبقري
- ذا كليفلاند شو
- رجال ماد

## جوائز
- جائزة نقابة ممثلي الشاشة لأفضل أداء جماعي في مسلسل درامي، عن عمل: رجال ماد (2009)

## وصلات خارجية
- فنسنت كارثلايز على موقع IMDb (الإنجليزية)
- فنسنت كارثلايز على موقع الموسوعة البريطانية (الإنجليزية)
- فنسنت كارثلايز على موقع ألو سيني (الفرنسية)
- فنسنت كارثلايز على موقع أول موفي (الإنجليزية)
- فنسنت كارثلايز على موقع قاعدة بيانات الأفلام السويدية (السويدية)
- فنسنت كارثلايز على موقع إن إن دي بي (الإنجليزية)
- فنسنت كارثلايز على موقع قاعدة بيانات الفيلم (الإنجليزية)
- فنسنت كارثلايز على موقع كينوبويسك (الروسية)